# Hayashi Ōen
Hayashi Ōen (林桜園, 1797-5 novembre 1870) est un médecin, stratège militaire, érudit, prêtre shinto et nationaliste japonais.

## Biographie
Samouraï par sa naissance, Ōen naît dans la famille de Hayashi Mataemon Michihide, vassal installé à Kumamoto. Étudiant auprès de Nagase Masaki, il est remarqué pour ses études savantes des classiques japonais de Higo. D'un caractère profondément religieux, Ōen accorde beaucoup d'importance à l'emploi du rituel ukehi dans la divination.
Ōen propage ses idées très xénophobes par le biais du Gendōkan, école han qu'il fonde en 1837 au château de Chiba. Il préconise la résistance à l'influence et au commerce de l'Occident et recommande l'expulsion des étrangers du Japon. En 1868, il est nommé professeur au Jishūkan et sert également de conseiller à Iwakura Tomomi. Il meurt à l'âge de 74 ans au domicile de son étudiant Ōtaguro Tomoo.
Après sa mort, ses élèves, dirigés par Tomoo, adoptent ses enseignements pour former la base du mouvement Shinpūren,.